# Penstemon fendleri
Penstemon fendleri är en grobladsväxtart som beskrevs av John Torrey och Gray. Penstemon fendleri ingår i släktet penstemoner, och familjen grobladsväxter. Inga underarter finns listade i Catalogue of Life.